# Aquilegia flavescens
Aquilegia flavescens là một loài thực vật có hoa trong họ Mao lương. Loài này được S.Watson mô tả khoa học đầu tiên năm 1871.

## Hình ảnh

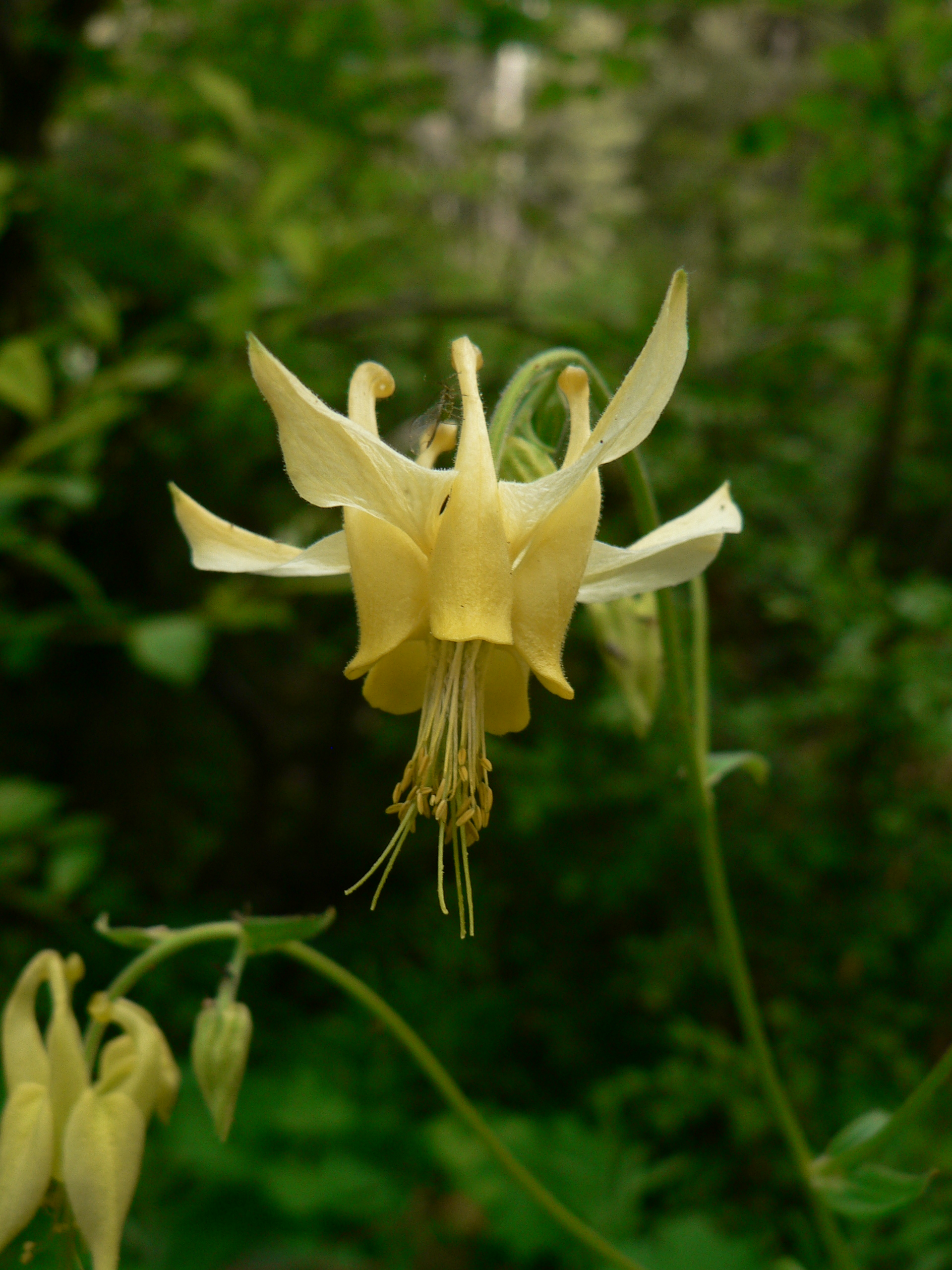
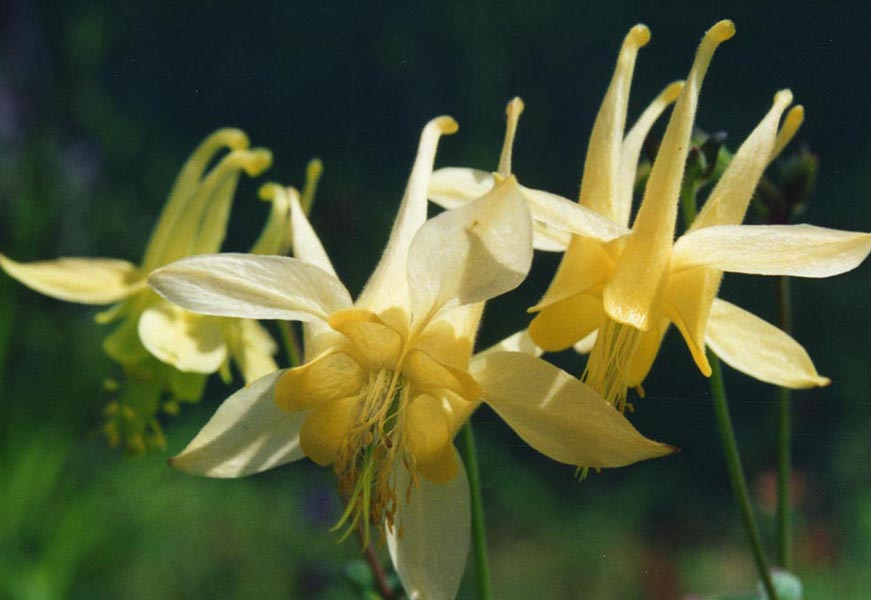
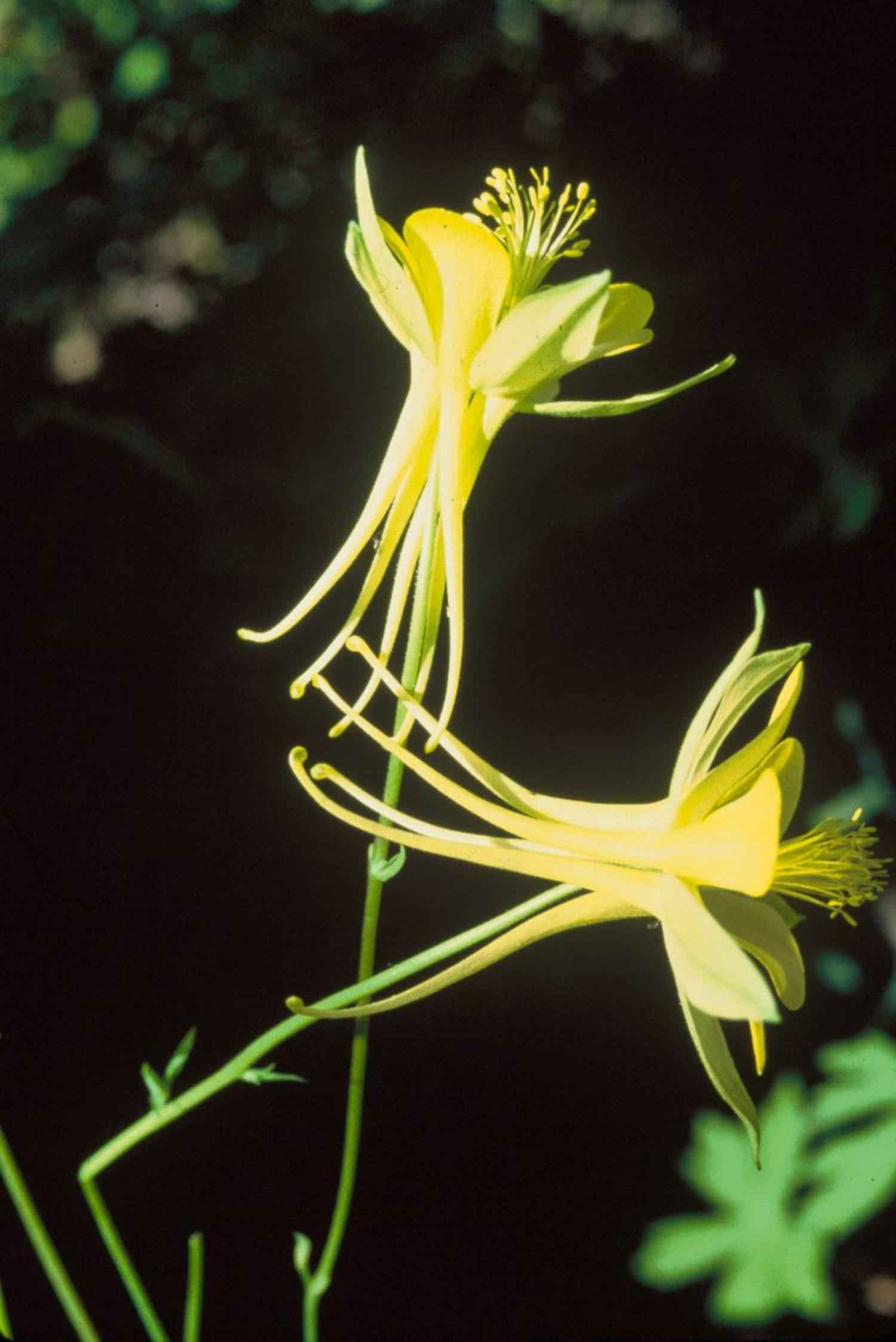